# Globos de Ouro de 2008
A 13.ª edição dos Globos de Ouro ocorreu a 11 de maio de 2008, no Coliseu dos Recreios, em Lisboa. Foi apresentada por Bárbara Guimarães e transmitido na televisão pela SIC, uma das duas organizadoras dos prémios, juntamente com a revista Caras.

## Vencedores e nomeados
NotaOs vencedores estão destacados a negrito.

### Cinema
| Melhor filme | Melhor atriz | Melhor ator |
| --- | --- | --- |
| Call Girl, de António-Pedro Vasconcelos - A Outra Margem, de Luís Filipe Rocha - Belle Toujours, de Manoel de Oliveira - O Capacete Dourado, de Jorge Cramez | Soraia Chaves — Call Girl - Ana Moreira — O Capacete Dourado - Margarida Vila-Nova — Corrupção - Maria D'Aires — A Outra Margem | Ivo Canelas — Call Girl e O Mistério da Estrada de Sintra - Eduardo Frazão — O Capacete Dourado - Filipe Duarte — A Outra Margem - Nicolau Breyner — Corrupção |

### Desporto
| Melhor desportista                                                                                      | Melhor futebolista                                      | Melhor treinador de futebol                                           |
| --- | ------------------------------------------------------- | --------------------------------------------------------------------- |
| Vanessa Fernandes (atletismo) - Naide Gomes (atletismo) - Nélson Évora (atletismo) - "Os Lobos" (rugby) | Cristiano Ronaldo - Nani - Ricardo Quaresma - Rui Costa | Jesualdo Ferreira - Carlos Queiroz - José Mourinho - Manuel Fernandes |

### Moda
| Melhor modelo feminino                        | Melhor modelo masculino                                               | Melhor estilista |
| --------------------------------------------- | --------------------------------------------------------------------- | ---------------- |
| Alice - Joana Freitas - Erika Oliveira - Flor | Isaac Alfaiate - Bruno Rosendo - Guilherme - Jonathan e Kevin Sampaio | Filipe Faísca    |

### Música
| Melhor intérprete individual | Melhor grupo | Artista revelação                                                                                           |
| --- | --- | --- |
| Jorge Palma, com Voo Nocturno - Ana Moura, com Para além da Saudade - David Fonseca, com Dreams in Colour - José Cid, com Pop Rock & Vice Versa | Da Weasel, com Amor, Escárnio e Maldizer - Clã, com Cintura - João Pedro Pais e Mafalda Veiga, com Lado a Lado - WrayGunn, com Shangri-La | Mundo Cão, com Mundo Cão - Oioai, com Oioai - Pedro Khima, com Pedro Khima - Slimmy, com Beatsound Loverboy |

### Teatro
| Melhor peça ou espetáculo | Melhor atriz | Melhor ator |
| --- | --- | --- |
| A Tragédia de Júlio César, de Luís Miguel Cintra - Hamlet, de João Mota - Jesus Cristo Superstar, de Filipe La Féria - Sweeney Todd, de João Lourenço | Beatriz Batarda, em O Construtor Solness - Ana Ester Neves, em Sweeney Todd - Carla Galvão, em Contos em Viagem: Cabo Verde - Eunice Muñoz, em Dúvida | Diogo Infante, em Hamlet - João Lagarto, em A Minha Mulher - João Perry, em Selvagens, Homem de Olhos Tristes - Mário Redondo, em Sweeney Todd |

### Prémio Mérito e Excelência
- Eunice Muñoz